# State Fair (1933)
State Fair é um filme norte-americano do gênero comédia e drama lançado no ano de 1933. Foi dirigido por Henry King e estrelado por Janet Gaynor, Will Rogers e Lew Ayres. 
O filme foi refilmado em duas oportunidades: uma em 1945 e outra em 1962.
Em 1996 foi adaptado para um musical de mesmo nome na Broadway com canções retiradas de outros musicais de Rodgers e Hammerstein.

## Sinopse
Uma família do interior americano participa de um feira agrícola. Durante a feira, o chefe apresenta um leitão no concurso de melhor reprodutor e a mãe um prato de carne no concurso de culinária. 
Durante a feira os dois filhos do casal se envolvem com outros participantes criando aventuras amorosas, grandes desencontros e pequenos dramas. 

## Elenco
- Janet Gaynor .... Margy Frake
- Will Rogers ....  Abel Frake
- Lew Ayres .... Pat Gilbert
- Sally Eilers .... Emily Joyce
- Norman Foster .... Wayne Frake
- Louise Dresser .... Melissa Frake
- Frank Craven .... Storekeeper
- Victor Jory .... Hoop Toss
- Frank Melton .... Harry Ware